# Johann Jakob Ulrich (Theologe, 1569)
Johann Jakob Ulrich (* 22. [oder 20.] September 1569, in Zürich; † 22. April 1638 ebenda) war ein Schweizer evangelischer Geistlicher und Hochschullehrer.

## Leben

### Familie
Johann Jakob Ulrich war der Sohn des Chorherrn Jakob Ulrich und dessen Ehefrau Dorothea (geb. Haller).
Sein Cousin war der spätere Zürcher Antistes Johann Jakob Ulrich (1602–1668).
Er war seit dem 3. September 1593 mit Elisabetha, Tochter des Pfisters Niklaus Hofmeister, verheiratet.

### Ausbildung
Johann Jakob Ulrich besuchte die Lateinschule und begann an der Hohen Schule Schola Tigurina (heute: Collegium Carolinum) in Zürich ein Theologiestudium, das er im September 1587 an der Universität Heidelberg und im Juli 1589 an der Universität Marburg fortsetzte; in Heidelberg war unter anderem Rudolf Simmler (1568–1611) sein Kommilitone. Er reiste noch 1589 von Marburg über Frankfurt nach Leipzig und hielt sich dort von September 1589 bis Mai 1591 auf; in dieser Zeit studierte er an der Universität Leipzig, bis er wieder nach Hause zurückkehrte, worauf er im September 1591 in Philosophie und im Februar 1592 in Theologie examiniert wurde.

### Werdegang
Er wurde 1592 Lehrer an der Hohen Schule in Zürich und 1600 Leutpriester am Grossmünster. Im September 1607 erfolgte seine Berufung zum Professor der Katechetik in Zürich, bevor er 1610 zum Feldprediger und im November 1611 zum Chorherrn und Professor der Griechischen Sprache ernannt wurde. Nachdem er im Juli 1615 Schulherr der Hohen Schule und im Januar 1623 zugleich Stiftsverwalter des Grossmünsters wurde, erfolgte 1625 seine Ernennung zum Professor der Theologie.
Er pflegte Freundschaften unter anderem mit dem Zürcher Antistes Johann Jakob Breitinger und Johannes Jakob Frisius († 1611), Professor der Theologie und Philosophie an der Hohen Schule und Johann Yetzeler (1543–1622), Pfarrer in Schaffhausen.

### Geistliches Wirken
Zahlreiche seiner Predigten, Reden und Abhandlungen wurden gedruckt, so 1615 Christliche treüwhertzige Ermahnung in dem er sich mit dem Täufertum auseinandersetzt. 1616 veröffentlichte er eine Verteidigungsschrift gegen den Jesuiten Jakob Gretser, der Anstoss an der Zürcher Bibelübersetzung nahm und 1627 publizierte er unter anderem Declaratio capitis VIII. confessionis helveticae und 1628 Von dem Alten Wahrhafft Catholischen Glauben.
Anlässlich des hundertjährigen Reformationsjubiläums 1619 hielt er an der Hohen Schule eine Rede, in der er auf die innerprotestantische Trennung in lutherischen und reformierten Protestantismus hinwies und zur Einheit aufrief.

## Schriften (Auswahl)
- Rudolph Goclenius; Johann Jacob Ulrich: De Mansuetudine, Affabilitate, et Vericitate: Theses ethicae. Marpergi: Paul Egenolff, 1589.
- Vindiciae pro Bibliorum Translatione Tigurina. Zürich 1616.
- Commemorans reformationis ecclesiae Tigurinae annis abhinc centenis elapsis institutae beneficium divinum. 1619.
- De religione antiqua et catholica S. Felicis et S. Regulae protomartyrum Tigurinorum reliquorum item legionis Thebaeae sociorum. Tiguri: typis Iohannis Iacobi Bodmeri, anno 1628.
- Von dem Alten Wahrhafft Catholischen Glauben. Zürich 1628.